# Suilly-la-Tour
Suilly-la-Tour is een gemeente in het Franse departement Nièvre (regio Bourgogne-Franche-Comté) en telt 570 inwoners (2009). De plaats maakt deel uit van het arrondissement Cosne-Cours-sur-Loire.

## Geografie
De oppervlakte van Suilly-la-Tour bedraagt 37,2 km², de bevolkingsdichtheid is 15,4 inwoners per km².
De onderstaande kaart toont de ligging van Suilly-la-Tour met de belangrijkste infrastructuur en aangrenzende gemeenten.

## Demografie
Onderstaande figuur toont het verloop van het inwonertal (bron: INSEE-tellingen).